# Sebastian Bieniek
Sebastian Bieniek (Czarnowasy, Polonia, 24 de abril de 1975-9 de febrero de 2022) fue un guionista, productor, pintor, actor y director de cine. Su trabajo incluye obras como Bieniek-Cara (Bieniek-Face), Bieniek-Mana (Bieniek-Hand), Bieniek-Texto (Bieniek-Text), Bieniek-Paint, Bieniek-Cuerpo (Bieniek-Body) y Bieniek-Lugar (Bieniek-Set), entre otras.

## Biografía
Nació en 1975, en Polonia. Estudió en el Braunschweig University of Art en la década de 1990, donde conoció a otros artistas destacados del arte contemporáneo y del performance como Marina Abramović yJ ohn Armleder. A finales de esa década estudió por varios meses en la India. En 2001 estudió en la Universidad de las Artes de Berlín, donde fue alumno de Katharina Sieverding, conocida por sus trabajos de autorretrato; en esta misma universidad terminó una maestría.
En 2002 cursó estudios relacionados con la dirección de cine en la Academia Alemana de Cine y Televisión. En 2011 publicó su primer libro llamado Realfake que habla sobre la sociedad global caracterizada por el capitalismo, entre otros temas como las redes sociales y la mercadotecnia.
Su especialidad fue el arte conceptual, en sus obras representa diversos estados emocionales como la ambivalencia y el humor. Sus obras se exhibieron en distintos escenarios artísticos de varios países, entre ellos, Baréin, Alemania, Ecuador, Estados Unidos, Italia, Austria, Suecia, Suiza, entre otros. Una de ellas, la denominada Double faced, aparece en el video del sencillo «Marilyn Monroe» del artista estadounidense Pharrell Williams.
En 2015, la revista especializada The Culture Trip le destacó como uno de los 5 mejores «artistas contemporáneos más influyentes con sede en Berlín». En ese mismo año, fue seleccionado «como uno de diez artistas en el mundo» para realizar una obra especial para la prestigiosa revista Harper’s Bazaar Art China, la más grande e importante de China.
Su trabajo fue publicado en diversas revistas especializadas de arte, entre ellas, Urban Contest, Metal, Süddeutsche Zeitungn y Click. La gran mayoría de retratos publicados por Bieniek «son muy populares y circulan por todo el mundo».

## Filmografía
- 2002: Zero
- 2004: Sand
- 2005: Sugar
- 2007: The Gamblers
- 2007: Die Spieler Los jugadores, guion: Sebastian Bieniek.
- 2008: Silvester Home Run, guion: Sebastian Bieniek.

## Publicaciones
- 2011: Realfake: wahrscheinlich ist einiges, möglich mehr, wahr ist alles ; ein episodisches Sachbuch, Tenletters-Verlag. ISBN 978-3-942835-35-0. (Autopublicación)